# Barbara Liskov
Barbara Liskov (n. Barbara Jane Huberman, 7 noiembrie 1939) este o informaticiană americană, profesoară la MIT, unde deține titlul de profesor de inginerie Ford, în cadrul departamentului de inginerie electrică și informatică din cadrul Școlii de Inginerie de la MIT. În 1968, la Universitatea Stanford, a devenit prima femeie din Statele Unite care a obținut un doctorat în informatică. Liskov a condus numeroase proiecte, printre care implementarea CLU, un limbaj de programare în care a introdus prima tratare coerentă a tipurilor de date abstracte. Ideile implementate în CLU, ca și în alte limbaje pe care le-a dezvoltat Liskov, stau la baza limbajelor de programare moderne, în special a celor orientate obiect. Limbajul Argus, a cărui dezvoltare a condus-o, a fost primul limbaj de programare cu suport pentru calculul distribuit. Într-un discurs de la o conferință, a introdus o nouă definiție a noțiunii de subtip, denumită principiul de substituție Liskov. Această definiție a fost enunțată într-o lucrare ulterioară sub forma: Fie {\displaystyle q(x)} o proprietate demonstrabilă a obiectelor {\displaystyle x} de tipul {\displaystyle T}. Atunci {\displaystyle q(y)} trebuie să fie adevărată pentru obiectele {\displaystyle y} de tipul {\displaystyle S} unde {\displaystyle S} este un subtip al lui {\displaystyle T}.
Barbara Liskov a primit Premiul Turing de la ACM pe anul 2008, pentru „contribuțiile aduse la baza teoretică și practică a proiectării limbajelor de programare și sistemelor, în special cele legate de abstracția datelor, toleranța la defecte și calculul distribuit.”